# Unaizah
Ounayza, officiellement le « Gouvernorat d'Unaizah » (ou Onaizah, Onizah, Unayzah), en arabe : محافظة عنيزة, est une ville d'Arabie saoudite dans la province d'Al Qasim, région du Nejd. Elle se trouve à 30 km au sud de Buraydah, la capitale provinciale, et à 400 km au nord de Riyad, la capitale du royaume. C'est la deuxième plus grande ville de cette province, avec une population de 163 729 habitants (recensement de 2010).

## Histoire ancienne
La ville a été historiquement une étape importante pour les pèlerins musulmans venant de Mésopotamie (aujourd'hui l'Irak), et la Perse (aujourd'hui l'Iran), sur le chemin de La Mecque. 
La ville a pu être habitée plusieurs centaines d'années avant la propagation de l'Islam, si l'on se réfère aux nombreux poèmes des plus importants poètes de l'Arabie pré-islamique, comme Imrou'l Qays.
La famille royale Al-Sulaim (en) dirige la cité depuis 1817, en accord avec la dynastie saoudienne depuis son installation.

## Climat
De climat désertique, elle est située au sud de la Vallée de l'oued Ar-Rummah (en).

## Production agricole
La région produit des céréales (blé, orge), des légumes (poireau d'été), des fruits (raisin, mandarines, oranges, citrons, pamplemousses, grenades et dattes).

## Personnalités non saoudiennes
- Charles Montagu Doughty (1843-1926)
- Amin al-Rihani (1876-1940)